# Eygurande
Eygurande (Eiguranda auf Okzitanisch) ist eine französische Gemeinde mit 684 Einwohnern (Stand 1. Januar 2022) im Département Corrèze in der Region Nouvelle-Aquitaine.

## Geografie
Die Gemeinde liegt im Zentralmassiv auf dem Plateau de Millevaches im Regionalen Naturpark Millevaches en Limousin unweit des  Chavanon, einem Nebenfluss der Dordogne. Das Gemeindegebiet wird im Norden vom Flüsschen Feyt durchquert, das zur Méouzette entwässert.
Tulle, die Präfektur des Départements, liegt ungefähr 85 Kilometer südwestlich, Ussel etwa 20 Kilometer südwestlich und Clermont-Ferrand rund 65 Kilometer nordöstlich.
Nachbargemeinden von Eygurande sind Saint-Merd-la-Breuille im Norden, Feyt im Nordosten und Osten, Monestier-Merlines im Südosten, Merlines im Süden, Aix im Südwesten, Lamazière-Haute im Westen sowie Saint-Oradoux-de-Chirouze im Nordwesten.

### Verkehr
Der Ort liegt ungefähr zwölf Kilometer nordöstlich der Abfahrt 24 der Autoroute A89. Der drei Kilometer entfernte Bahnhof Gare d’Eygurande-Merlines in Merlines ist seit 2014 stillgelegt.

## Wappen
Beschreibung: Das Wappen ist geviert, Feld eins in Rot drei schrägrechte, goldene Balken, Feld zwei auf Gold drei schwarze Sparren, Feld drei in Rot drei goldene fünfstrahlige Sterne und im Feld vier auf Silber ein roter Löwe und das aufgelegte Herzschild ist Rot-Gold geschacht.
Ein in Rot und Gold schachbrettartig aufgeteilter Schild ist ein Hinweis auf das Haus Ventadour.

## Bevölkerungsentwicklung
| Jahr      | 1962 | 1968 | 1975 | 1982 | 1990 | 1999 | 2007 | 2017 |
| Einwohner | 800  | 805  | 791  | 827  | 794  | 779  | 701  | 685  |

## Sehenswürdigkeiten
- Die Kirche Saint-Loup-de-Limoges, ein romanischer Sakralbau aus dem 12./13. und 16. bis 18. Jahrhundert, ist als Monument historique klassifiziert[2].